# 56. Münchner Sicherheitskonferenz

Logo des Veranstalters

Die 56. Münchner Sicherheitskonferenz fand vom 14. bis zum 16. Februar 2020 statt.
Unter den etwa 450 Teilnehmern waren Staatspräsidenten, Spitzenpolitiker, Botschafter, hochrangige Militärs, Sicherheitsexperten, Vertreter von internationalen Organisationen, Wissenschaft und Wirtschaft aus den Mitgliedsländern der NATO und der Europäischen Union, aber auch aus anderen Ländern wie Russland, der Volksrepublik China, Japan und Indien. Die Konferenz 2020 hatte als Thema „Westlessness“ – „ein weit verbreitetes Gefühl des Unbehagens und der Rastlosigkeit angesichts wachsender Unsicherheit über die Zukunft und Bestimmung des Westens“ –, wozu ein umfangreicher Bericht vorgelegt wurde.